# ガグラ駅
ガグラ駅（ガグラえき、英: Gagra Railway station）は、アブハジア共和国またはアブハジア自治共和国の都市ガグラにある駅である。
当駅はアブハジア鉄道に属している。

当駅はガグラにある3駅のうちの1駅であり、残りの2駅はAbaataとGagrypshである。

## 歴史
当駅は1943年に開業しており、開業当初はGagra-Tovarnayaと呼ばれていた。
1959年に、駅名がガグラ駅に改称された。

## 列車
- モスクワ - スフミ
- サンクトペテルブルク - スフミ
- ベルゴロド - スフミ
- アドレル - ガグラ